# Sergio Stivaletti
Sergio Stivaletti, né le 15 mars 1957 à Rome (Latium), est un technicien des effets visuels et spéciaux ainsi qu'un réalisateur et un scénariste italien.
Depuis les années 1970, il conçoit et crée des personnages, des créatures et des monstres pour le cinéma, la télévision et le théâtre, travaillant avec certains des plus grands réalisateurs italiens tels que Dario Argento, Michele Soavi, Lamberto Bava, Roberto Benigni et Gabriele Salvatores.
Il est également le créateur de la mini-série de bandes dessinées Factor-V (it), publiée depuis mars 2010 par l'éditeur Star Comics.
En 2011, il a conçu les nouveaux masques de scène du groupe musical Surgery (en).

## Biographie
Il aborde le monde du cinéma en créant de petits accessoires pour les films Jazz Band (it) (1978) et L'Étrange Visite (1979). Après ces expériences, il a collaboré avec le studio d'Angelo Mattei. Il a travaillé comme assistant sur le film Angoisse (1981).
Il a ensuite collaboré à certains accessoires du film Les Aventuriers du cobra d'or (1982) et a réalisé quelques plans en stop-motion pour le film Crime au cimetière étrusque (1982). Ces travaux l'ont fait remarquer de sorte qu'il a été appelé à travailler sur les effets spéciaux de Phenomena de Dario Argento, créant l'enfant difforme monstrueux qui apparaît dans le dénouement, joué par Davide Marotta (inspiré d'une maladie réelle, la trisomie 13).
En 1985, il travaille pour le film Démons (1985) de Lamberto Bava, dans lequel il utilise des animatroniques. La collaboration avec le réalisateur s'est poursuivie les années suivantes dans d'autres films. De même, la collaboration avec Dario Argento se poursuit : entre autres Opéra, Le Syndrome de Stendhal, Le Fantôme de l'Opéra, Le Sang des innocents, Card Player, Vous aimez Hitchcock ?, La Troisième Mère et Occhiali neri. Il a également collaboré avec Asia Argento pour les effets spéciaux de son premier film, Scarlet Diva.
En 1996, il met en scène son premier long métrage Le Masque de cire, un film qui devait initialement être réalisé par Lucio Fulci, qui est décédé avant le début du tournage. Son activité de réalisateur s'est poursuivie tout au long de sa carrière, l'amenant à réaliser, entre autres, le film Rabbia furiosa - Er canaro (it) en 2018.

## Filmographie

### Réalisateur
- 1997 : Le Masque de cire (M.D.C. - Maschera di cera)
- 2004 : I tre volti del terrore
- 2010 : Il velo di Waltz - court-métrage
- 2013 : L'invito - court-métrage
- 2013 : The Profane Exhibit - segment Tophet Quorum
- 2014 : Fear - série télé
- 2018 : Rabbia furiosa - Er canaro (it)

### Concepteur d'effets visuels
- 1988 : Le Château de Yurek (A cena col vampiro), téléfilm de Lamberto Bava
- 1988 : Il nido del ragno de Gianfranco Giagni (it)
- 1994 : Dellamorte Dellamore de Michele Soavi (conception de l'ossuaire)
- 1996 : Le Syndrome de Stendhal (La sindrome di Stendhal) de Dario Argento
- 1997 : Le Masque de cire (M.D.C. - Maschera di cera) de Sergio Stivaletti (images de synthèse et maquillage)
- 1997 : A spasso nel tempo - L'avventura continua (it) de Carlo Vanzina
- 2000 : Scarlet Diva d'Asia Argento (Superviseur des effets visuels)
- 2001 : Le Sang des innocents (Non ho sonno) de Dario Argento
- 2001 : Demonium d'Andreas Schnaas
- 2004 : Card Player (Il cartaio) de Dario Argento
- 2009 : In the Market (it) de Lorenzo Lombardi
- 2010 : Halloween Party, court-métrage d'Andrea Bacci

### Maquilleur
- 1985 : Phenomena de Dario Argento
- 1985 : Démons (Dèmoni) de Lamberto Bava
- 1991 : La Caverne de la rose d'or : La Princesse rebelle (Fantaghirò) de Lamberto Bava
- 1992 : La Caverne de la rose d'or : La Sorcière noire (Fantaghirò 2) de Lamberto Bava
- 1993 : Venerdì nero d'Aldo Lado
- 1993 : La Caverne de la rose d'or : La Reine des ténèbres (Fantaghirò 3) de Lamberto Bava
- 1994 : La Caverne de la rose d'or : L'Empereur du mal (Fantaghirò 4) de Lamberto Bava
- 1996 : La Légende d'Aliséa (Sorellina e il principe del sogno) de Lamberto Bava
- 2006 : H2Odio (it) d'Alex Infascelli
- 2006 : Il bosco fuori de Gabriele Albanesi (it)
- 2009 : Giallo de Dario Argento
- 2011 : Ubaldo Terzani Horror Show (it) de Gabriele Albanesi (it)
- 2011 : Morituris de Raffaele Picchio
- 2011 : La fabbrica dei volti noti, court-métrage de Riccardo Papa
- 2014 : Bolgia totale (it) de Matteo Scifoni

### Concepteur d'effets spéciaux
- 1981 : Angoisse (Follia omicida) de Riccardo Freda
- 1985 : Miami Golem d'Alberto De Martino
- 1985 : Démons (Dèmoni) de Lamberto Bava
- 1986 : Atomic Cyborg (Vendetta dal futuro) de Sergio Martino
- 1986 : Démons 2 (Dèmoni 2... L'incubo ritorna) de Lamberto Bava
- 1987 : Spectre de Marcello Avallone
- 1987 : Opéra (Opera) de Dario Argento
- 1988 : Il maestro del terrore de Lamberto Bava (épisode de la série Alta tensione)
- 1989 : Sanctuaire (La chiesa) de Michele Soavi
- 1990 : Le Masque de Satan (La maschera del demonio) de Lamberto Bava (épisode de la série Sabbath)
- 1991 : La Secte (La setta) de Michele Soavi
- 1992 : Il ritmo del silenzio (it) d'Andrea Marfori
- 1994 : Desideria et le Prince rebelle (Desideria e l'anello del drago) de Lamberto Bava
- 1994 : Dellamorte Dellamore de Michele Soavi
- 1996 :  La Caverne de la rose d'or : Le Retour de Fantagaro (Fantaghirò 5) de Lamberto Bava
- 1995 : Carogne d'Enrico Caria (it)
- 1997 : Nirvana de Gabriele Salvatores
- 1997 : Le Masque de cire (M.D.C. - Maschera di cera) de Sergio Stivaletti
- 1998 : Le Fantôme de l'Opéra (Il fantasma dell'opera) de Dario Argento
- 2001 : Streghe verso nord de Giovanni Veronesi
- 2002 : L'Étrange Monsieur Peppino (L'imbalsamatore) de Matteo Garrone
- 2004 : Card Player (Il cartaio) de Dario Argento
- 2004 : I tre volti del terrore de Sergio Stivaletti
- 2005 : Vous aimez Hitchcock ? (Ti piace Hitchcock?), téléfilm de Dario Argento
- 2006 : Arrivederci amore, ciao de Michele Soavi
- 2006 : Il bosco fuori de Gabriele Albanesi (it)
- 2006 : Ma l'amore... sì! de Tonino Zangardi et Marco Costa (it)
- 2006 : Ghost Son de Lamberto Bava
- 2007 : La Troisième Mère (La terza madre) de Dario Argento
- 2008 : The Dirt de Claudio Simonetti et Simona Simonetti
- 2009 : In the Market (it) de Lorenzo Lombardi
- 2010 : Cadaveri a legna de Luigi Marani
- 2010 : Halloween Party, court-métrage d'Andrea Bacci
- 2010 : Bloodline (it) d'Edo Tagliavini
- 2011 : Ubaldo Terzani Horror Show (it) de Gabriele Albanesi (it)
- 2011 : Undead Men d'Alessia Di Giovanni et Daniele Statella (it)
- 2011 : Morituris de Raffaele Picchio
- 2011 : La stanza dell'orco de Marco et Antonio Manetti
- 2012 : Dracula (Dracula 3D) de Dario Argento
- 2012 : Venir au monde (Venuto al mondo) de Sergio Castellitto
- 2014 : Janara (it) de Roberto Bontà Polito
- 2015 : Stalking Eva de Joe Verni
- 2020 : Il signor Diavolo de Pupi Avati
- 2022 : Occhiali neri de Dario Argento
- 2022 : Dante de Pupi Avati